# Bactricia bituberculata
Bactricia bituberculata är en insektsart som först beskrevs av Hermann Rudolph Schaum 1857.
Bactricia bituberculata ingår i släktet Bactricia och familjen Diapheromeridae. Inga underarter finns listade.